# Dewey Beach
Dewey Beach é uma vila localizada no estado americano de Delaware, no condado de Sussex.

## Geografia
De acordo com o United States Census Bureau, a vila tem uma área de 0,8 km², onde todos os 0,8 km² estão cobertos por terra.

### Localidades na vizinhança
O diagrama seguinte representa as localidades num raio de 24 km ao redor de Dewey Beach.

## Demografia
Segundo o censo nacional de 2010, a sua população é de 341 habitantes e sua densidade populacional é de 399 hab/km². Possui 1 490 residências, que resulta em uma densidade de 1 743,3 residências/km².